# E512号線
E512号線 (E512ごうせん、英: European route E512) はフランスにあり、ルミルモン – ミュルーズを結ぶ、欧州自動車道路のBクラス幹線道路。
- フランス
  - E23号線 – ルミルモン
  - E25号線,E54号線,E60号線 – ミュルーズ